# Midlum (Föhr)
Midlum (friesisch: Madlem) ist eine Gemeinde auf der Insel Föhr im Kreis Nordfriesland in Schleswig-Holstein.

## Geographie

### Geographische Lage
Das Gebiet der Gemeinde Midlum erstreckt sich zu beiden Seiten des Landschaftsübergangs auf dem südlich liegenden Geestkern der Insel und dem sich nordwärts daran anschließenden Bereich im Föhrer Marschkoog. Als Inselgemeinde wird Midlum naturräumlich zur Landschaft Nordfriesische Geestinseln (Haupteinheit Nr. 680) gerechnet.

### Gemeindegliederung
Die Gemeinde besteht siedlungsgeographisch aus dem namenstiftenden Dorf als einzigem Wohnplatz. Daneben bestehen mehrere Aussiedlerhöfe im Bereich der Flur Ackerumhof.

### Nachbargemeinden
Das Gemeindegebiet Midlums wird eingerahmt durch jene von:
|                  |                                             |                 |
| Oldsum, Alkersum | Kompassrose, die auf Nachbargemeinden zeigt | Oevenum, Wrixum |
|                  | Nieblum                                     |                 |

### Landschaft
Das Gemeindegebiet ist geprägt im Geestbereich durch die hiesige Heidelandschaft.

## Geschichte
Der Ortsname leitet sich davon ab, dass das Dorf etwa in der Mitte der Insel liegt. Gleichzeitig liegt es zwischen den beiden historischen Hauptwegen, die Föhr in nord-südlicher Richtung durchquerten. Der Ortsname wurde 1462 erstmals erwähnt.
Noch heute gibt es in Midlum den Brauch, einmal im Frühjahr am Deich zu kochen. Dieser Brauch entstand in einer Zeit, als die Schafe jedes Frühjahr auf das Vorland getrieben wurden, wo sie unter der Aufsicht eines Schäfers den Sommer verbrachten. Dabei hatten immer viele Kinder geholfen und daher wurden am Deich Mehlbeutel für sie gekocht.
Midlum war bis Mitte 2006 Sitz der Verwaltung des Amtes Föhr-Land.

## Politik

### Gemeindevertretung
Von den neun Sitzen in der Gemeindevertretung hat die Midlumer Wählergemeinschaft (MWG) seit der Kommunalwahl 2023 fünf Sitze. Vier weitere Sitze halten Einzelbewerber. Die Wahlbeteiligung lag bei 66,3 Prozent.

### Bürgermeister
Für die Wahlperiode 2013–2018 war zunächst Stefan Hinrichsen (MWG) zum Bürgermeister gewählt worden. Seit seinem Rücktritt im Jahr 2017 führte Frauke Vollert als ehrenamtliche Bürgermeisterin die Gemeindevertretung. Nach der Wahl der neuen Gemeindevertretung im Jahr 2023 wurde Stefan Hinrichsen erneut auf die alte Position.

## Wirtschaft und Infrastruktur

### Wirtschaftsstruktur
Die Wirtschaftsstruktur ist in erster Linie touristisch geprägt.

### Bildung
Im Ort befindet sich einer von zwei Standorten der Grundschule Föhr-Land sowie der Kindergarten Arche Noah.

### Verkehr
Südlich des Dorfes führt unmittelbar vor Alkersum die schleswig-holsteinische Landesstraße 214 durch den südlichen Außenbereich der Gemeinde. In den Siedlungskern gelangen Kraftfahrer über die in den Nachbargemeinden Wrixum und Oevenum von der zuvor genannten abzweigende Kreisstraße.

## Sehenswürdigkeiten
- Liste der Kulturdenkmale in Midlum (Föhr)

## Einzelnachweise

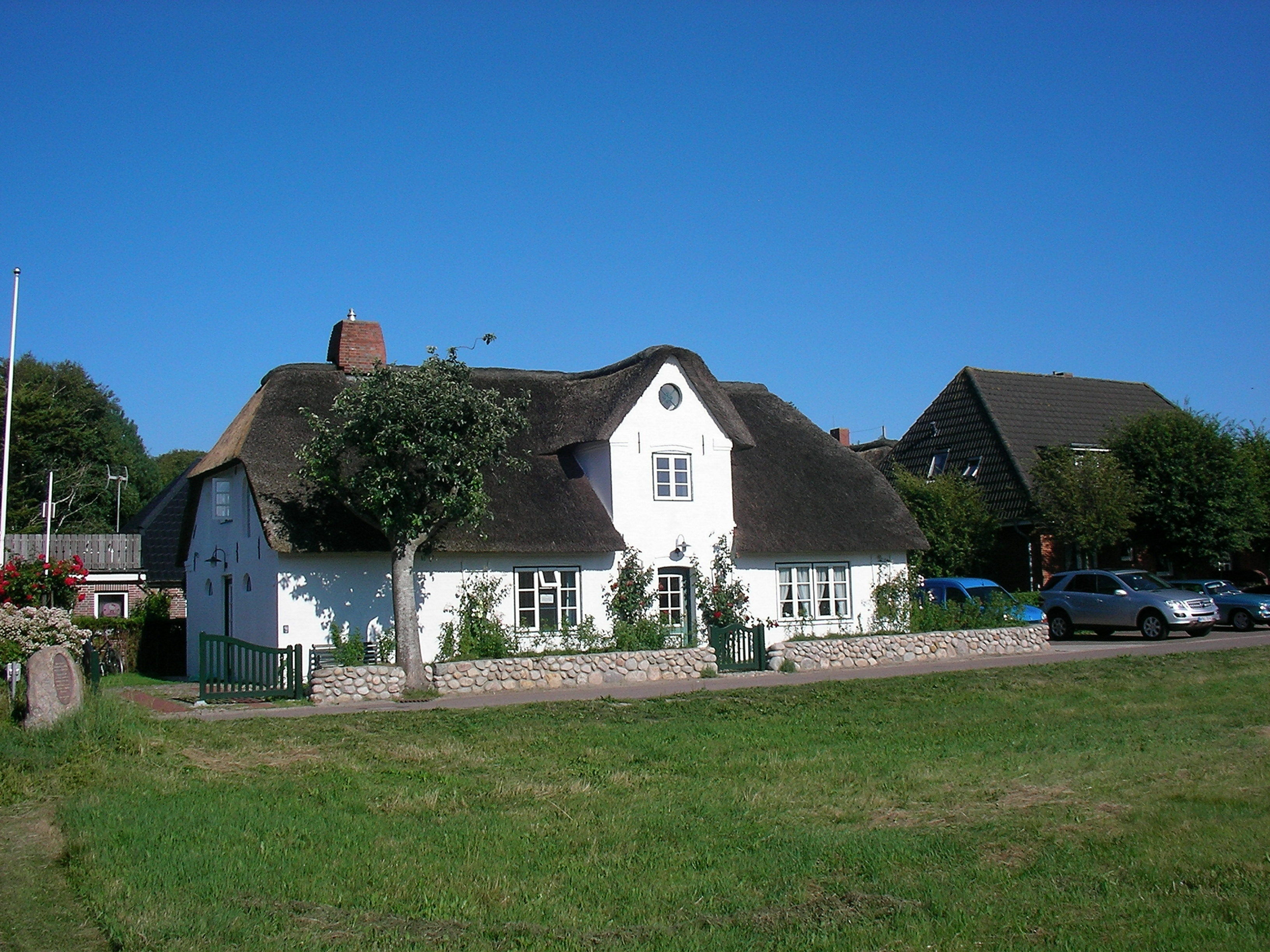
Friesenhaus in Midlum